# Careya
Careya es un género con tres especies de árboles perteneciente a la familia Lecythidaceae. 

## Especies
- Careya arborea Roxb.
- Careya herbacea Roxb.
- Careya valida Kurz